# 桜上水
桜上水（さくらじょうすい）は、東京都世田谷区の地名。現行行政地名は桜上水一丁目から桜上水五丁目。住居表示実施済区域。

## 地理
東に赤堤、南に宮坂、経堂、船橋、西に上北沢、北に杉並区下高井戸に接する。主に住宅地として利用される。

### 地価
住宅地の地価は、2025年（令和7年）1月1日の公示地価によれば、桜上水1-8-4の地点で59万8000円/m2、桜上水5-40-10の地点で62万9000円/m2となっている。

## 歴史
元々、荏原郡上北沢村の一部で、松原村との合併による松沢村編入、東京市・世田谷区への編入等を経て、1967年（昭和42年）の住居表示実施の際、上北沢より分離して成立し、現在の形になった。
世田谷区に5総合支所が設置されるに際して、上北沢が烏山地域に含まれたのに対して北沢地域に含まれた。

### 地名の由来
駅の北側に流れる玉川上水の堤に桜並木があったことから名づけられた桜上水駅周辺の地域であることから。玉川上水は杉並区下高井戸付近を流れており、当地区内を流れる区間はない。この地名は完全に駅名に由来するものである。

## 世帯数と人口
2025年（令和7年）1月1日現在（世田谷区発表）の世帯数と人口は以下の通りである。
| 丁目         | 世帯数    | 人口     |
| ------------ | --------- | -------- |
| 桜上水一丁目 | 1,636世帯 | 3,279人  |
| 桜上水二丁目 | 1,080世帯 | 2,002人  |
| 桜上水三丁目 | 834世帯   | 1,723人  |
| 桜上水四丁目 | 2,100世帯 | 4,058人  |
| 桜上水五丁目 | 1,718世帯 | 3,112人  |
| 計           | 7,368世帯 | 14,174人 |

### 人口の変遷
国勢調査による人口の推移。
| 年                 | 人口   |
| ------------------ | ------ |
| 1995年（平成7年）  | 12,453 |
| 2000年（平成12年） | 12,490 |
| 2005年（平成17年） | 12,792 |
| 2010年（平成22年） | 12,319 |
| 2015年（平成27年） | 13,047 |
| 2020年（令和2年）  | 14,437 |

### 世帯数の変遷
国勢調査による世帯数の推移。
| 年                 | 世帯数 |
| ------------------ | ------ |
| 1995年（平成7年）  | 5,962  |
| 2000年（平成12年） | 6,396  |
| 2005年（平成17年） | 6,588  |
| 2010年（平成22年） | 6,322  |
| 2015年（平成27年） | 6,692  |
| 2020年（令和2年）  | 7,476  |

## 学区
区立小・中学校に通う場合、学区は以下の通りとなる（2024年8月現在）。
| 丁目         | 番地                 | 小学校                 | 中学校               |
| ------------ | -------------------- | ---------------------- | -------------------- |
| 桜上水一丁目 | 全域                 | 世田谷区立経堂小学校   | 世田谷区立緑丘中学校 |
| 桜上水二丁目 | 1～7番 10～17番      | 世田谷区立経堂小学校   | 世田谷区立緑丘中学校 |
| 桜上水二丁目 | 8〜9番 18〜26番      | 世田谷区立八幡山小学校 | 世田谷区立緑丘中学校 |
| 桜上水三丁目 | 1番 3〜4番 19番      | 世田谷区立経堂小学校   | 世田谷区立緑丘中学校 |
| 桜上水三丁目 | 2番 5〜18番 20〜25番 | 世田谷区立松沢小学校   | 世田谷区立松沢中学校 |
| 桜上水四丁目 | 1～20番              | 世田谷区立松沢小学校   | 世田谷区立松沢中学校 |
| 桜上水四丁目 | 21〜25番             | 世田谷区立八幡山小学校 | 世田谷区立緑丘中学校 |
| 桜上水五丁目 | 1～7番               | 世田谷区立八幡山小学校 | 世田谷区立緑丘中学校 |
| 桜上水五丁目 | 8〜42番              | 世田谷区立上北沢小学校 | 世田谷区立緑丘中学校 |

## 交通

### 鉄道
| 街区内の駅               |
| ------------------------ |
| 京王線 - 桜上水駅(KO 08) |

※ 街区北部に京王線桜上水駅が設置されている。なお、桜上水一丁目等街区南部では小田急小田原線経堂駅の方が近い場合もある。

## 事業所
2021年（令和3年）現在の経済センサス調査による事業所数と従業員数は以下の通りである。
| 丁目         | 事業所数  | 従業員数 |
| ------------ | --------- | -------- |
| 桜上水一丁目 | 41事業所  | 347人    |
| 桜上水二丁目 | 37事業所  | 312人    |
| 桜上水三丁目 | 24事業所  | 1,286人  |
| 桜上水四丁目 | 56事業所  | 439人    |
| 桜上水五丁目 | 60事業所  | 1,118人  |
| 計           | 218事業所 | 3,502人  |

### 事業者数の変遷
経済センサスによる事業所数の推移。
| 年                 | 事業者数 |
| ------------------ | -------- |
| 2016年（平成28年） | 176      |
| 2021年（令和3年）  | 218      |

### 従業員数の変遷
経済センサスによる従業員数の推移。
| 年                 | 従業員数 |
| ------------------ | -------- |
| 2016年（平成28年） | 3,221    |
| 2021年（令和3年）  | 3,502    |

## 施設
- 日本大学文理学部・大学院文学研究科及び総合基礎科学研究科
- 日本大学櫻丘高等学校
- 世田谷区立松沢中学校
- 世田谷区立経堂小学校

## その他
電子楽器メーカー・コルグ発祥の地である（創業時の社名は「京王技術研究所」）。
桜上水五丁目では、老朽化した都営住宅「上北沢アパート」が2015年に「桜上水五丁目アパート」に建て替えられた。
桜上水四丁目に位置する「公団　桜上水団地」は、1984年（昭和59年）に第一回世田谷界隈賞を受賞している。中層階段室型（特63T型）住棟17棟で構成され、日本住宅公団分譲以来40年以上の歳月を経た区の保存樹木96本を含む大小樹木5千本以上の深い緑に包まれた閑静な団地住宅であったが、老朽化した公団を野村不動産と三井不動産が共同建て替えを行い、グッドデザイン賞を受賞した「桜上水ガーデンズ」として生まれ変わった。

### 日本郵便
- 郵便番号 : 156-0045[2]（集配局 : 千歳郵便局[15]）。